# 宮下裕
宮下 裕（みやした ゆたか、1937年〈昭和12年〉1月1日 - 2014年〈平成26年〉8月16日）は、日本の航空自衛官、政治家。香川県善通寺市長（4期）。最終階級は空将。航空自衛隊航空総隊司令官。

## 来歴
香川県出身。尽誠学園高等学校を経て、1959年、防衛大学校電気科卒。同年、航空自衛隊入隊。
1989年、航空開発実験集団司令官、1990年、西部航空方面隊司令官、1991年、統合幕僚学校校長、同年、統合幕僚会議事務局長、1992年、航空自衛隊航空総隊司令官、1993年に退官。
その後、帰郷し1994年に善通寺市長選挙に立候補し初当選。市長在職中には職員削減や市の財政健全化を推進した。1998年、2002年、2006年の市長選挙はいずれも無投票当選だった。2010年、市長退任。
2014年、死去。77歳没。

## 栄典
- 2011年 - 瑞宝中綬章[4]